# The Whispers
The Whispers är en amerikansk R&B-grupp från Los Angeles, Kalifornien, bildad 1964. Deras musik sträcker sig från R&B och soul i början till att senare innefatta funk, disco och modernare dansmusik. Under 1970- och 1980-talen hade de ett antal hits, bland annat med "And The Beat Goes On" som nådde förstaplatsen på den amerikanska R&B-listan, "Rock Steady", "Tonight" och "Lady".

## Medlemmar
Nuvarande medlemmar
- Wallace "Scotty" Scott (f. 23 september 1943 i Fort Worth, Texas) (1964-idag)
- Walter Scott (f. 23 september 1943 i Fort Worth, Texas) (1964-idag)
- Leaveil Degree (f. 31 juli 1948 i New Orleans, Louisiana) (1973-idag)

Tidigare medlemmar
- Nicholas Caldwell (f. 5 april 1944 i Loma Linda, Kalifornien, död 5 januari 2016[1]) (1964-2016)
- Marcus Hutson (f. 8 januari 1943 i St Louis, Missouri, död 2000) (1964-1992)
- Gordy Harmon (1964-1973)

Bidragande musiker
- Grady Wilkins — sång, keyboard
- Emilio Conesa — gitarr
- John Valentino — saxofon
- Jamie Brewer — bas
- Melvin Coleman — bas
- Dewayne Sweet — keyboard
- Magic Mendez — keyboard
- Reggie Rugley — keyboard, programmering
- Dante Roberson — trummor

## Diskografi
Studioalbum (topp 100 på US R&B)
- 1972 - The Whispers' Love Story (#34)
- 1972 - Life and Breath (#44	)
- 1973 - Planets of Life (#48)
- 1974 - Bingo (#40)
- 1976 - One for the Money (#40)
- 1977 - Open Up Your Love (#23)
- 1978 - Headlights (#22)
- 1979 - Whisper in Your Ear (#28	)
- 1979 - The Whispers (#1)
- 1980 - Imagination (#3)
- 1981 - This Kind of Lovin' (#15)
- 1981 - Love Is Where You Find It (#1)
- 1983 - Love for Love (#2)
- 1984 - So Good (#8)
- 1987 - Just Gets Better with Time (#3)
- 1990 - More of the Night (#8)
- 1995 - Toast to the Ladies (#8)
- 1997 - Songbook, Vol. 1: The Songs of Babyface (#27)
- 2006 - For Your Ears Only (#88)
- 2009 - Thankful (#25)

Singlar (topp 10 på US R&B)
- 1970 - Seems Like I Gotta Do Wrong (#6)
- 1980 - And the Beat Goes On (#1)
- 1980 - Lady (#3)
- 1981 - It's a Love Thing (#2)
- 1982 - In the Raw (#8)
- 1983 - Tonight (#4)
- 1983 - Keep on Lovin' Me (#4)
- 1984 - Contagious (#10)
- 1987 - Rock Steady (#1)
- 1990 - Innocent (#3)
- 1990 - My Heart Your Heart (#4)
- 1991 - Is It Good to You (#7)